# Io canto/Il treno
Io canto/Il treno è un singolo di Riccardo Cocciante del 1979.

## Descrizione
Entrambe le canzoni sono scritte da Marco Luberti per il testo e da Cocciante per la musica, e sono tratte dall'album ...E io canto.

### Io canto
Canzone ritmata, viene tradotta in lingua spagnola con il titolo Yo canto, in lingua francese con il titolo Je chante e in lingua inglese con il titolo I'm singing. Nel 1994 Roberta Modigliani esegue una cover per la compilation Non è la Rai estate. Nel 2006 la cantante italiana Laura Pausini realizza una cover del brano, pubblicata come singolo di lancio per l'album omonimo composto unicamente da cover.

### Il treno
La canzone è un bolero che nel testo racconta la vita di una persona paragonata alla corsa di un treno.

## Tracce
Testi di Marco Luberti, musiche di Riccardo Cocciante.
1. Io canto – 4:25
2. Il treno – 4:27